# Rolf Wanka
Rolf Wanka, né le 14 février 1901 à Vienne mort le 28 novembre 1982  à Munich, est un acteur autrichien, marié en secondes noces avec l'actrice Friedl Czepa. Il obtint le Grand prix du cinéma français en 1938 pour son interprétation du capitaine von Schlieden dans Alerte en Méditerranée (Die Große Entscheidung en allemand), de Léo Joannon.

## Filmographie
- 1931 : M le maudit
- 1932 : Wehe, wenn er losgelassen
- 1934 : Jägerblut (Pozdni maj)
- 1934 : Matka Kracmerka
- 1935 : Die törichte Jungfrau
- 1935 : Polibek ve snehu
- 1935 : Knox und die lustigen Vagabunden
- 1935 : Liebe auf Bretteln
- 1935 : Vedette hongroise
- 1935 : Buchhalter Schnabel
- 1936 : Srdce v soumraku
- 1936 : Sextanka
- 1936 : Ircin romanek
- 1936 : Divoch
- 1936 : Pater Vojtech
- 1936 : Hilde Petersen postlagernd
- 1936 : Arme kleine Inge
- 1937 : Vydelecne zeny
- 1937 : Kein Wort von Liebe (Poslicek lasky)
- 1937 : Lizin let de nebe
- 1937 : Krok to tmy
- 1938 : Rote Rosen - blaue Adria
- 1938 : Heiraten - aber wen? / Die falsche Katze
- 1938 : Alerte en Méditerranée de Léo Joannon : le capitaine von Schlieden
- 1939 : Dein Leben gehört mir
- 1939 : Leinen aus Irland
- 1939 : Sprung ins Glück
- 1939 : Das Recht auf Liebe
- 1940 : Meine Tochter tut das nicht
- 1942 : Orizzonte di sangue
- 1942 : Anuschka
- 1944 : Hundstage
- 1947 : Umwege zu dir
- 1950 : Gruß und Kuß aus der Wachau
- 1951 : Maria Theresia
- 1951 : The Magic Face
- 1952 : Wienerinnen
- 1952 : Die große Schuld
- 1953 : Die Fiakermilli
- 1953 : Sérénade de la rue
- 1953 : Franz Schubert – Ein Leben in zwei Sätzen
- 1953 : Der rote Prinz
- 1953 : Die Gefangene des Maharadscha
- 1954 : Sterne über Colombo
- 1954 : Der schweigende Engel
- 1954 : Das ewige Lied der Liebe
- 1954 : Ball der Nationen
- 1955 : Die Frau des Hochwaldjägers
- 1956 : Miedo
- 1956 : Todos somos necesarios
- 1956 : Embajadores en el infierno
- 1956 : La mestiza
- 1956 : Viaje de novios
- 1956 : Drei Birken auf der Heide
- 1957 : El Batallon de las sombras
- 1957 : Horas de panico
- 1958 : Der Priester und das Mädchen
- 1958 : Der lachende Vagabund
- 1959 : Unser Wunderland bei Nacht (de)
- 1959 : La Belle et l'Empereur
- 1959 : Der Besuch der alten Dame
- 1959 : Der lustige Krieg des Hauptmann Pedro
- 1960 : Bezaubernde Julia (TV)
- 1960 : Das Kamel geht durch das Nadelöhr
- 1960 : x25 javlja
- 1961 : Die Nashörner (TV)
- 1961 : Aimée (TV)
- 1961 : Trois hommes dans un bateau (de)
- 1961 : Der Schwierige (TV)
- 1962 : In jeder Stadt … (de) (Stahlnetz)
- 1962 : Auf Wiedersehen am blauen Meer
- 1963 : Capitaine Sinbad
- 1963 : Die sanfte Tour (TV)
- 1963 : Der Schusternazi (TV)
- 1964 : Der Chef wünscht keine Zeugen
- 1964 : Mein oder Dein (TV)
- 1968 : Der Scheck (Das Kriminalmuseum)
- 1968 : Salto Mortale (TV)
- 1968 : Sünde mit Rabatt
- 1970 : Wer weint denn schon im Freudenhaus?
- 1971 : J'ai avorté, monsieur le Procureur (Paragraph 218 – Wir haben abgetrieben, Herr Staatsanwalt)
- 1971 : Blaue Blüten (TV)
- 1971 : Wenn mein Schätzchen auf die Pauke haut
- 1971 : Josefine Mutzenbacher II – Meine 365 Liebhaber (de)
- 1974 : 3:0 für Veigl (Tatort)
- 1974 : Crime à distance
- 1975 : Noch zehn Minuten zu leben (Der Kommissar)
- 1976 : Le Désert des Tartares
- 1978 : Rechnung mit einer Unbekannten  (Tatort)